# Lewonjoui Guyot
Der Lewonjoui Guyot ist ein Tiefseeberg im Pazifik zwischen Ailinginae, Wotho und Rongelap-Atoll im Gebiet der Marshallinseln.
Der Berg gehört zur West Pacific Seamount Province auf der Pazifischen Platte. Er erhebt sich auf 2320 m über dem Meeresboden, wo der Gipfel noch –2985 m unter der Wasseroberfläche liegt und der Meeresboden bei –5305 m. Der Guyot ist vergleichsweise klein mit einem Volumen von 1440 km³. Er ist länglich ausgezogen von Nordosten nach Südwesten.